# بوينغ إي سي-135
بوينغ إي سي-135 (بالإنجليزية: Boeing EC-135)‏ هي طائرة قيادة وسيطرة، مشتقة من طائرة بوينغ سي-135 ستراتوليفتر، أنتجت في الولايات المتحدة. من صناعة بوينغ. كانت تستخدم بشكل أساسي من قبل القوات الجوية الأمريكية. دخلت الخدمة في 1968، انتهت خدمتها في 2000.